# Station Pokrzywna
Station Pokrzywna is een spoorwegstation in de Poolse plaats Moszczanka.